# Голованов, Михаил Григорьевич
Михаил Григорьевич Голованов (1901—1989) — советский работник сельского хозяйства, директор совхоза «Комсомольский» Адамовского района Оренбургской области, Герой Социалистического Труда (1957).

## Биография
Родился в 1901 году в Царицыне (ныне город Волгоград) в рабочей семье.
Трудиться начал в двенадцать лет. Во время Октябрьской революции был в рядах активистов рабочей молодежи. В конце 1917 года Михаил был назначен агентом по охране сиротского имущества и военному учёту в Царицынском железнодорожном депо. В 1921 году вступил в ряды РКП(б)/КПСС и находился на партийной, советской и профсоюзной работе.
После окончания Московской сельскохозяйственной академии, в 1932 году, был избран первым секретарем Михайловского райкома ВКП(б) Сталинградской (ныне Волгоградской) области, в 1938 году стал заместителем Наркома земледелия Калмыцкой АССР.
По возвращении в Сталинградскую область, руководил машинно-тракторной станцией, затем областной конторой «Сортсемовощ», был главным агрономом в управлении сельского хозяйства.
В декабре 1954 года Михаил Григорьевич стал директором совхоза «Комсомольский» Адамовского района Чкаловской (позже — Оренбургской) области. Под руководством Голованова за короткий срок в совхозе было освоено 30 тысяч гектаров целинных земель, постоянно увеличивалось производство зерна и продуктов животноводства. Совхоз был награждён орденом Ленина. Интересно, что именно в совхозе «Комсомольский» снимался советский художественный фильм «Солдат Иван Бровкин».
В 1959 году был избран депутатом Верховного Совета РСФСР 5-го созыва.
Выйдя на пенсию, вернулся на родину — в Волгоград.Умер в 1989 году и похоронен в Волгограде.
В посёлке Комсомольский Адамовского района именем Героя названа улица.

## Награды
- Указом Президиума Верховного Совета СССР от 11 января 1957 года за особые заслуги в освоении целинных и залежных земель, успешное проведение уборки урожая и хлебозаготовок в 1956 году Голованову Михаилу Григорьевичу было присвоено звание Героя Социалистического Труда с вручением ордена Ленина и золотой медали «Серп и Молот».[5]
- Также был награждён семью медалями.[6]